# Каналетто
Джова́нні-Анто́ніо Кана́ль (італ. Giovanni Antonio Canal, відомий за ім'ям Canaletto — Канале́тто; 18 жовтня 1697, Венеція —   19 квітня 1768, Венеція) — італійський художник, голова венеційської школи ведутистів, майстер міських пейзажів у стилі бароко.
Каналетто разом з Джамбаттиста Піттоні та Тьєполо утворюють так зване об'єднання традиційних великих Старих майстрів цього періоду. Прізвище Каналетто, крім Антоніо Каналя, мав і його небіж Бернардо Белотто, теж знаменитий пейзажист.

## Біографія

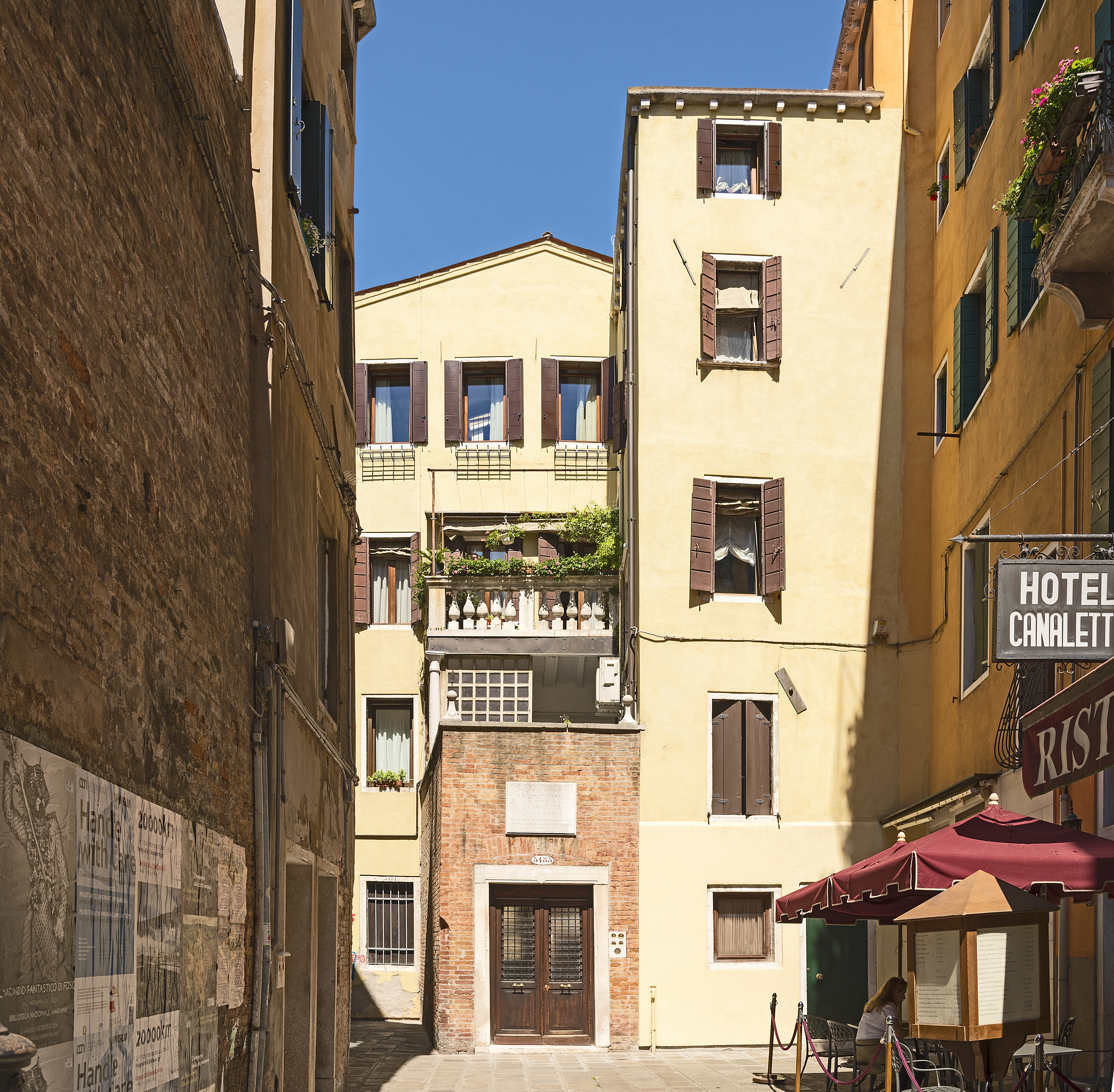
Будинок у Венеції (район Кастелло), де народився Каналетто

Народився 7 жовтня 1697 року у Венеції. Навчався живопису у свого батька Бернардо Каналя, театрального художника.
У 1719 відвідав Рим, де ознайомився з творчістю знаменитого ведутиста Джованні-Паоло Панніні. Після цього став писати сам свої відомі види рідної йому Венеції. Першою роботою Каналя, яка достеменно відома дослідникам, адже має авторський підпис, є «Архітектурне капріччо» (1723).
На відміну від більшості художників того часу Каналетто на ранньому етапі своєї творчості малював свої види (ведути) відразу з натури, не роблячи попередньо замальовок та ескізів. Вже згодом митець почав писати в студії, використовуючи камеру-обскуру.
Чимало робіт Каналетто були з успіхом продані англійцям, що приїжджали до Венеції на навчання. У 1740 році це перестало бути джерелом прибутків: розпочалась війна за «австрійську спадщину», і британці все рідше навідувалися до Європи.
У 1746-му особисто їде до Лондона, щоб бути ближчим до основних покупців своїх картин. Упродовж дев'яти років митець прожив у Англії. В цей час він малював види місцевих міст, палаців і садиб. Деякі дослідники творчості художника відзначають шаблонність і вторинність у творчості художника цього періоду, подеколи навіть техніка виконання робіт не подобалася місцевим тогочасним замовникам.
У 1755-му повернувся до Венеції. 1763-го обраний до складу Венеційської академії мистецтв.
Помер 19 квітня 1768 в рідній Венеції.

## Послідовники Каналетто
Художнє надбання майстра мало свій вплив на сучасників. Племінник художника навчався у нього і навіть його прізвище зробили подвійним: Каналетто-Беллотто, аби відрізняти майстрів. Цікаві твори залишив і маловідомий послідовник Каналетто, якого називають Псевдо-Каналетто, хоча він розробляв дещо іншу тематику в ведуті.

## Вибрані твори

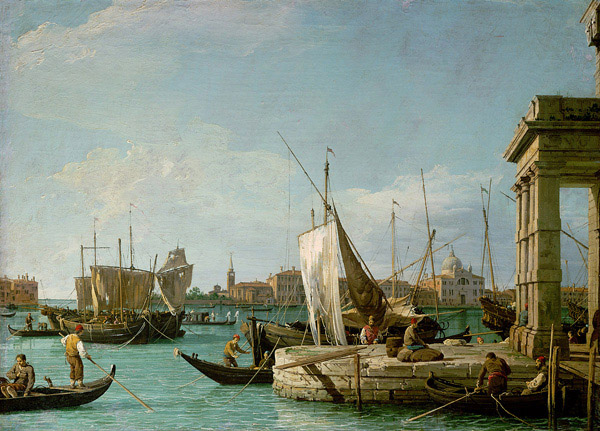
«Митна пристань у Венеції», бл. 1724/1730. Музей історії мистецтв, Відень

- «Митна пристань у Венеції», 1724—1730. Музей історії мистецтв, Відень.
- «Вид басейну святого Марка з боку мису Догана», 1730—1735. Пінакотека Брера, Мілан.
- «Вид Великого каналу у бік мису Догана», 1730—1735. Пінакотека Брера, Мілан.
- «Прато-делла-Валле у Падуї», 1741—46. Музей Польді-Пеццолі, Мілан